# Ян I из Михаловиц
Ян I из Михаловиц (чеш. Jan I. z Michalovic; ум. в 1306 году) — средневековый чешский феодал, основатель дворянского рода панов из Михаловиц, высочайший чашник Чешского королевства. В 90-х годах XIII века совершил путешествие во Францию для участия в рыцарском турнире, что послужило сюжетом для рыцарского романа средневекового чешско-немецкого миннезингера Генриха фон Фрайберга. Основатель замков Михаловице и Брандис-над-Лабем.

## Происхождение и основание рода
Ян I из Михаловиц был сыном Бенеша III Гордого из рода Марквартовичей (ум. около 1275 года). Ян I унаследовал владения своего отца в конце 3-й четверти XIII века (то есть около 1275 года) и именно к этому времени относится начало строительства замка Михаловице. Первое употребление Яном предиката «из Михаловиц», согласно сохранившимся до наших дней документам, датируется 1281 годом. Таким образом был основан феодальный род панов из Михаловиц.

## Управление имениями

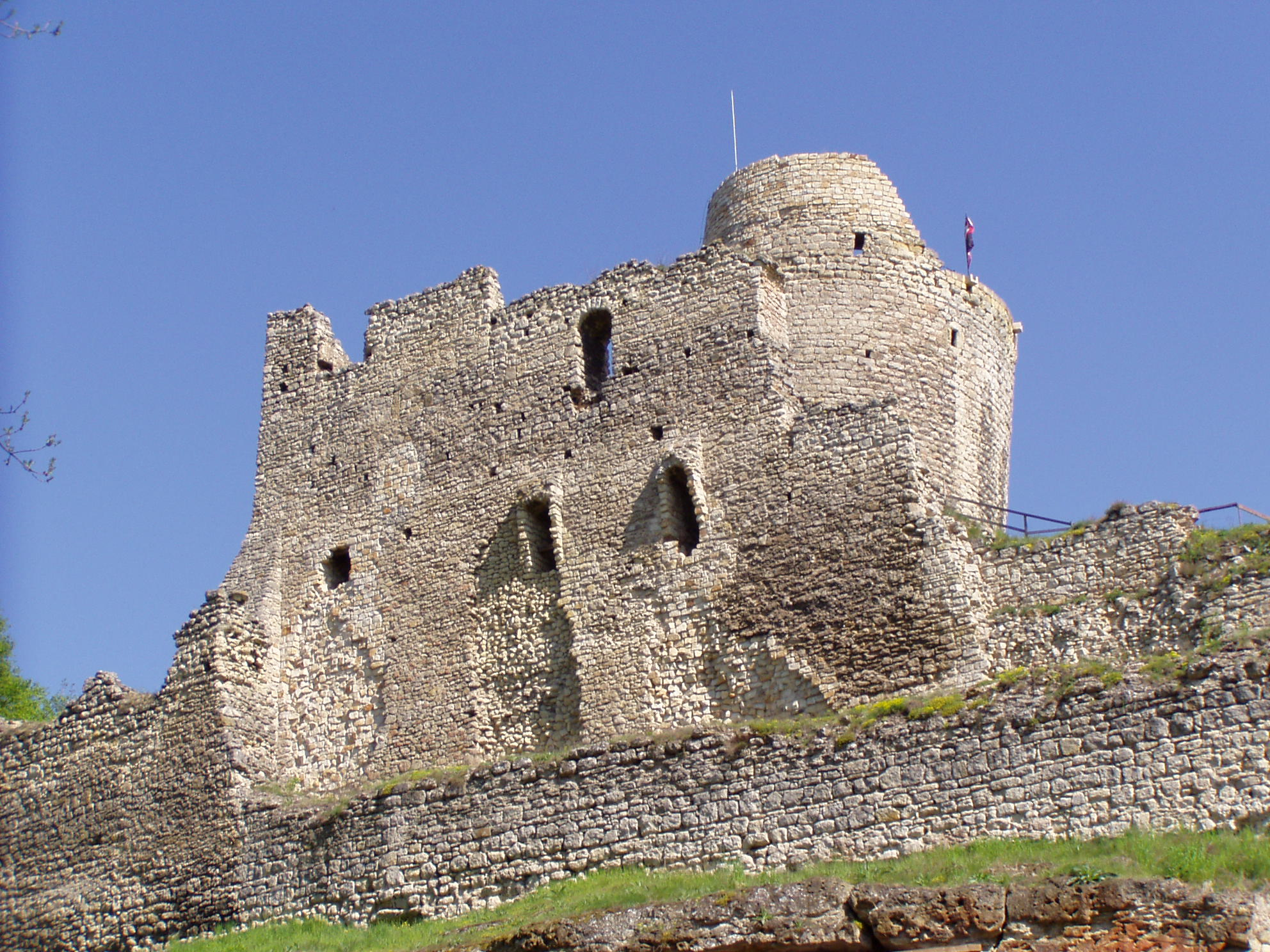
Руины замка Михаловице

К основным имениям, унаследованным Яном, относились Младоболеславское панство (центром которого стал новый замок Михаловице) и районы будущих городов Брандис-над-Лабем и Уштек. Родовые владения Яна I не были единой диминией и представляли собой совокупность разрозненных имений. Пользуясь расположением молодого короля Вацлава II (1283—1305), Ян из Михаловиц постепенно расширил свои отделённые друг от друга владения посредством приобретения новых имений, ранее находившихся в королевской собственности. Определяющим в этом смысле для Яна I стал конец лета 1283 года, когда ему удалось крайне выгодно выкупить у недавно вернувшегося из бранденбургского плена Вацлава II обширные панства Велешин (вместе с Витеёвице), Девин и Остри за несоразмерные 800 гривен серебра, несколько мелких имений и обещание верности. Кроме того, 28 августа того же года Яну удалось добиться от короля возврата родового имения Бенешов-над-Плоучници, которого Ян или его отец были лишены в 70-х годах XIII века.
В течение всей последующей жизни Ян активно колонизировал неосвоенные территории в своих новых владениях, полученных от короля Вацлава II, содействуя заселению их переселенцами из других областей и даже из-за границ королевства, как это было, к примеру, в Бенешове-над-Плоучници, куда при нём переселилось определённое количество жителей соседней Саксонии. Между 1290 и 1304 годами Ян из Михаловиц построил замок Брандис-над-Лабем, кроме того, ему принадлежал замок Левин в окрестностях Литомержице. Таким образом, к концу жизни Ян из Михаловиц являлся владельцем пяти или шести замков, каждый из которых был административным центром отдельного панства. О Яне известно, что он поддерживал развитие монастырей, в частности, 18 декабря 1287 года он пожертвовал деревню Шлегель монастырю цистерцианок Мариенталь у Циттау, а 6 мая 1294 года освободил от сборов все деревни Златокорунского монастыря у Велешина.

## Служба при дворе и турнир во Франции
После возвращения молодого короля Вацлава II в Чехию в 1283 году Ян из Михаловиц приобретает определённый вес при дворе, используя его, как было сказано выше, для расширения своих феодальных владений. Вскоре однако придворная группа, к которой принадлежал Ян I, была во многом лишена влияния на короля его отчимом, паном Завишем из Фалькенштейна, сосредоточившим к 1284 году все нити управления королевством в своих руках. Лишившись на время перспектив построения успешной придворной карьеры, Ян из Михаловиц, тем не менее, сохранил за собой все недавно приобретённые владения (Велешин, Девин Остри и другие). Важными союзниками Яна при дворе были его родственники из рода Вартенберков, один из которых, Бенеш I из Вартенберка, в тот период занимал должность высочайшего чашника королевства. В дальнейшем Ян из Михаловиц сам занял эту должность — в должности высочайшего чашника Ян упоминается в источниках под 1289 годом, вскоре после падения Завиша из Фалькенштейна.
В Далимиловой хронике сохранилось упоминание об участии Яна из Михаловиц в рыцарских турнирах в Рейнланде и Париже, где он одержал блестящие турнирные победы. Точная дата этого путешествия Яна I не приводится, однако исходя из контекста Далимиловой хроники можно сделать вывод, что оно имело место между 1293 и 1297 годами. Другими документальными источниками путешествие Яна в Париж не подтверждается, однако сохранился миннезанг под названием «Рыцарское поездка Яна из Михаловиц», написанный современником Яна I чешско-немецким миннезингером Генрихом фон Фрайбергом вскоре после возвращения Яна в Чехию. Эта поэма красочно описывает блистательные победы Яна из Михаловиц на турнире в Париже, одержанные на глазах у короля Франции Филиппа Красивого над двумя известнейшими французскими рыцарями. Судя по всему, этот миннезанг был написан Генрихом фон Фрайбергом по заказу Яна II в тот период, когда фон Фрайберг жил и творил в одном из имений панов из Михаловиц, пользуясь их покровительством.
Ян I из Михаловиц умер в 1304 или 1306 году.

## Семья
Среди исследователей нет единого мнения относительно личности супруги Яна I из Михаловиц. Согласно хронике Вацлава Бржезана, женой Яна была Йоганка из Рожмберка (ум. 3 февраля 1317), дочь высочайшего коморника королевства Йиндржиха I из Рожмберка. Исходя из этого, Йоганка из Рожмберка, вероятно была матерью единственного сына и наследника Яна из Михаловиц — Бенеша Верного (ум. после 1322 года), который в 1315 году занимал важнейшую должность высочайшего бургграфа Чешского королевства. Часть историков (к примеру, Станислав Касик) соглашается с достоверностью этих сведений, однако другая часть исследователей (например, Анна Кубикова) приводит доводы в пользу того, что Йоганка из Рожмберка на самом деле была женой Бенеша Верного, а не его отца Яна I из Михаловиц. В этом случае имя супруги Яна I остаётся неизвестным.